# 彼得·布劳
彼得·迈克尔·布劳（Peter Michael Blau，1918年2月7日—2002年3月12日）是美国社会学家和理论家。他出生于奥匈帝國的维也纳，1939年移居美国。1952年，他在哥伦比亚大学与罗伯特·默顿一起完成了博士论文，为官僚机构的动力学奠定了早期理论。次年，他获得芝加哥大学教授职位，并于1953年至1970年间任教。他还曾任英国剑桥大学皮特教授、国王学院高级研究员和的天津社会科学院杰出名誉教授。1970年，他回到哥伦比亚大学，获得终身名誉教授的职位。从1988年到2000年，他在北卡罗来纳大学教堂山分校担任杰出研究教授，与他的妻子朱迪斯·布勞（Judith Blau）在同一个系任教，同时继续通勤到纽约与研究生和同事会面。